# 24 Horas (canal de televisión de Chile)
Canal 24 Horas es un canal de televisión por suscripción chileno de noticias, propiedad de la empresa Televisión Nacional de Chile, que es la organización que gestiona la televisión pública de ese país. Tiene sus orígenes en un acuerdo entre TVN con la distribuidora de televisión por cable VTR durante el año 2008, tomando el nombre del noticiero homónimo que es emitido desde el 1 de octubre de 1990, Esto desencadenó en una primera emisión que tuvo lugar el 4 de marzo de 2009 a las 20:00, con la emisión del programa Hora clave. Desde entonces el canal se ha mantenido transmitiendo sin interrupciones hasta la actualidad desde los estudios que se ubican en el Edificio Corporativo de Televisión Nacional de Chile que se emplaza en Providencia, Región Metropolitana de Santiago.
Desde sus inicios hasta la actualidad, es la señal líder indiscutida de audiencia de la televisión por suscripción de ese país, teniendo un alcance a nivel nacional y estando presente en otros países por medio de varios operadores de cable, vía satélite y streaming. Al depender del Departamento de Prensa de TVN, algunos de sus noticieros son compartidos con la señal nacional de TVN y con TV Chile. De esta forma, el canal se sustenta de las informaciones que provienen principalmente desde Santiago, las alianzas con cadenas del extranjero o agencias de noticias y los nueve centros regionales de TVN que se ubican en Antofagasta, Copiapó, La Serena, Viña del Mar en la quinta región de Valparaíso, Rancagua, Talca, Hualpén, Talcahuano en la provincia de Concepción; (octava región del Biobío), Temuco y Punta Arenas.

## Historia
A inicios de 2008, la distribuidora de televisión por cable VTR realizó una licitación pública para llenar la vacante de una señal de noticias, la cual convocó a cinco empresas. Luego de la presentación de los proyectos y evaluación técnico-económica y de programación, el 1 de agosto de 2008 la operadora dio a conocer el resultado, que dio como ganadora a la propuesta 24 Horas de la dirección de prensa de Televisión Nacional de Chile. Finalmente, al año siguiente, el 4 de marzo de 2009 a las 20:00 (hora local) fue inaugurado el Canal 24 Horas con la emisión del programa Hora clave, conducido por Alejandro Guillier.
El primer equipo que sacó al aire el Canal 24 Horas estuvo liderado por Jorge Cabezas Villalobos como director de Prensa de Televisión Nacional, acompañado de los editores Renato de la Maza Léniz en las mañanas, Gerson del Río Barahona como editor general y en las tardes, y Marcelo Valenzuela Martínez como editor nocturno; los presentadores Alejandro Guillier, Mónica Rincón, Amaro Gómez-Pablos, Consuelo Saavedra, Mauricio Bustamante, Mónica Pérez, Juan José Lavín, Andrea Arístegui y Monserrat Álvarez; los reporteros Carla Zunino, Davor Gjuranovic y Gonzalo Ramírez, entre otros.
Tras su inauguración, la primera cobertura periodística de larga duración que tuvo el canal fue tras el terremoto de 2010 en la zona centro-sur de Chile. Mónica Rincón abrió la emisión a las 4 de la madrugada del 27 de febrero de 2010 con las primeras imágenes del colapso de la autopista Vespucio Norte, los daños en la Iglesia de la Divina Providencia, sucesivamente los reportes desde la Oficina Nacional de Emergencias (ONEMI) y el posterior tsunami en el sur de Chile. Televisión Nacional lideró la emisión de la catástrofe, los equipos de prensa de 24 horas llegaron a las zonas afectadas en el sur antes que las Fuerzas Armadas y continuamente la emisión duró una semana sin pausas.
Posteriormente hubo otras coberturas como el derrumbe y rescate de los 33 mineros entre agosto y octubre de 2010, el accidente aéreo en el Archipiélago de Juan Fernández el 2 de septiembre de 2011 y que duró todo un fin de semana. El terremoto del 16 de septiembre de 2015 en la Región de Coquimbo ocurrió mientras se emitía en vivo y la reacción del presentador Gonzalo Ramírez se volvió viral en varios países junto con la emisión del reporte de emergencia. La cobertura de los incendios forestales durante el verano de 2017 en gran parte del territorio chileno y la crisis presidencial en Venezuela que comenzó en enero de 2019 e incluso terminó con dos periodistas de Televisión Nacional de Chile detenidos en Caracas por la policía local y finalmente deportados.
El 24 de enero de 2019 el Canal 24 Horas fue retirado de los operadores de televisión de Venezuela por orden de la Comisión Nacional de Telecomunicaciones (CONATEL) de ese país, como represalia ante la emisión de informaciones sobre la crisis en ese país que incluyó despachos en vivo y difusión de imágenes sobre las manifestaciones en varias partes de esa nación.

## Distribución y alcance
Inicialmente en 2009 el canal solo emitía por las operadoras VTR y Gtd. Sin embargo, con el paso de los meses, comenzó a ser agregado a las grillas de otros operadores como Movistar. Más adelante, alcanzó en enero de 2010 el 75% de los suscriptores de televisión por suscripción. Posteriormente, el canal llegó a nuevas audiencias en Colombia, Ecuador, Perú, Argentina y Uruguay por medio de DirecTV, incluyendo a Chile, desde abril de 2012. Hasta entonces el canal emitía solamente en definición estándar, pero desde el 18 de febrero de 2016 debutó su señal de alta definición y con ello la imagen panorámica en el canal estándar.
Si bien el Canal 24 Horas debutó después que su competencia CNN Chile, que lo hizo en diciembre de 2008, este último nunca ha logrado la popularidad que ha tenido esta señal y que se mantiene como la señal chilena más vista de la televisión por suscripción.

## Programación

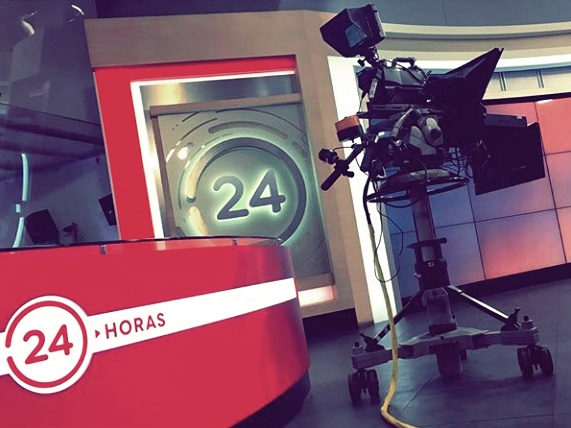
El estudio principal de 24 horas durante la elección municipal de 2016.

El canal emite durante las 24 horas del día y los noticieros principales del canal coinciden con la señal nacional de TVN Chile y la señal internacional de TV Chile. Durante la mañana el primer espacio emitido a las 5:30 (UTC-4/UTC-3 en verano) es el magacín Previa 24, donde se presentan la pauta del día con los principales eventos que tendrán lugar en al jornada, las efemérides del día e interacción con las redes sociales, todo bajo un tono distendido. Posteriormente se emite 24 Horas tu mañana donde se resume lo que pasó durante la noche, lo que sucede, noticias del tráfico vehicular y el pronóstico del tiempo. El resto de la mañana lo cubre el programa matinal La mañana informativa, que incluye entrevistas, noticias con énfasis político, internacional y temas de salud. Asimismo, el canal se conecta con las otras señales cuando hay síntesis de noticias. Por su parte, durante los sábados y domingos en las mañanas se emite el resumen Semana 24.
24 Horas al día abre la tarde con temas policiales, regiones, policial e internacional. Posteriormente, está el noticiero Noticias 24, durante la semana se emite Entrevistas 24 que recopila las mejores entrevistas del día; el programa de discusión de políticas públicas Mano a Mano; el noticiero de minería Reporte Minero, el noticiero nacional Chile al día con reportes desde los nueve centros de TVN en el país; El especialista responde donde se habla de temas de salud; el espacio de economía Mirada económica; Sin Miedo que analiza las principales noticias deportivas nacionales e internacionales; +Motor que muestra el acontecer del Rally Mobil y de la industria automotriz nacional e internacional. De estos programas, algunos se emiten de lunes a viernes o únicamente los fines de semana y otros solo poseen una emisión semanal. Finalmente, a las 21:00 (22:00 en Magallanes y 19:00 en el territorio insular) se transmite 24 Horas Central, siendo este el principal noticiero del día producido por la Dirección de Prensa de Televisión Nacional de Chile.
También existen dos microespacios con una corta duración, que se van emitiendo durante el día a diferentes horas. Uno de ellos es Avances 24 que habla de tecnología, innovación, ciencia y astronomía; y el otro es 24 cuadros por segundo que presenta noticias del cine mundial y nacional, tráileres y adelantos.
En las noches, tras el término de 24 Central y TV Tiempo se ponen en pantalla diferentes programas como Vía pública donde se conversa diferentes temas que marcan la agenda noticiosa; El informante de entrevista y debate; y Sesiones 24 que está orientado a hacer entrevistas a cantautores o grupos musicales chilenos, dando a conocer sus estilos musicales y proyectos futuros, también se muestran sus trabajos principalmente desde el Hard Rock Cafe del Costanera Center. Después se emite el noticiero 24 Horas al cierre y tras su término se da paso a Desvelados 24 que se emite durante la madrugada chilena, hasta iniciar nuevamente el día con Previa 24.
El Canal 24 Horas en conjunto con la señal nacional de TVN y la internacional TV Chile, aparte de los noticieros principales, emite algunos programas como el de discusión política Estado nacional; las investigaciones de Informe especial; las coberturas a elecciones de cargos públicos y otras.

## Alianzas

### Alianzas regionales
El canal no posee alianzas con canales regionales. Sin embargo, se le provee de material proveniente de los centros regionales que TVN posee en todo el territorio nacional:
- TVN Red Antofagasta
- TVN Red Atacama
- TVN Red Coquimbo
- TVN Red Valparaíso
- TVN Red O'Higgins
- TVN Red Maule
- TVN Red Biobío
- TVN Red Araucanía
- TVN Red Austral